# Diadumène Farnèse
Le Diadumène Farnèse (ou Farnese Diadumenos) est une sculpture romaine du Ier siècle. Il s'agit d'une copie romaine en marbre, légèrement plus petite, du Diadumenos, du grand sculpteur classique grec Polyclète. Ayant fait partie de la collection Farnèse, elle est maintenant conservée au British Museum, à Londres.

## Représentation
Elle représente un jeune athlète ceignant sa tête du bandeau de la victoire, d'où son nom : διαδούμενος / diadoúmenos, « celui qui se ceint du bandeau », de διαδέω / diadéô, « attacher, ceindre ». 
La statue illustre parfaitement les principes énoncés par Polyclète dans son Canon : la hauteur totale équivaut à sept fois la hauteur de la tête, qui est également la longueur du pied posé et la distance entre les deux pointes des seins. Le torse s'inscrit dans un carré.
Pièce emblématique du premier classicisme, le Diadumène mêle l'équilibre au dynamisme, grâce à une savante coordination de la torsion des épaules et des hanches, de la tête et des jambes. Pour équilibrer leur marbre, les copistes ont dû ajouter un étai sous la forme d'un tronc d'arbre, qui était absent de l'original en bronze.